# Sanobar Yerkinova
Sanobar Yerkinova (* 16. Dezember 1998) ist eine usbekische Leichtathletin, die sich auf den Speerwurf spezialisiert hat.

## Sportliche Laufbahn
Ihren ersten internationalen Wettkampf bestritt Sanobar Yerkinova bei den Jugendasienmeisterschaften 2015 in Doha, bei denen sie mit 42,04 m den siebten Platz belegte. Bei den Juniorenasienmeisterschaften 2016 in der Ho-Chi-Minh-Stadt gelangte sie mit 45,76 m auf den achten Platz anschließend schied sie bei den U20-Weltmeisterschaften in Bydgoszcz mit 47,84 m in der Qualifikation aus. 2019 erreichte sie bei den Asienmeisterschaften in Doha mit einer Weite von 54,75 m Rang fünf.
2016 wurde Yerkinova usbekische Meisterin im Speerwurf.